# Cimetière juif d'Ahrweiler
Le cimetière juif d'Ahrweiler est un cimetière juif bien conservé dans la ville allemande de Bad Neuenahr-Ahrweiler (Schützenstraße), en Rhénanie-Palatinat. C'est un monument culturel protégé.
On y trouve 66 pierres tombales de personnes décédées depuis 1871 jusqu'à 1960. Il s'étend sur 9,04 ares.

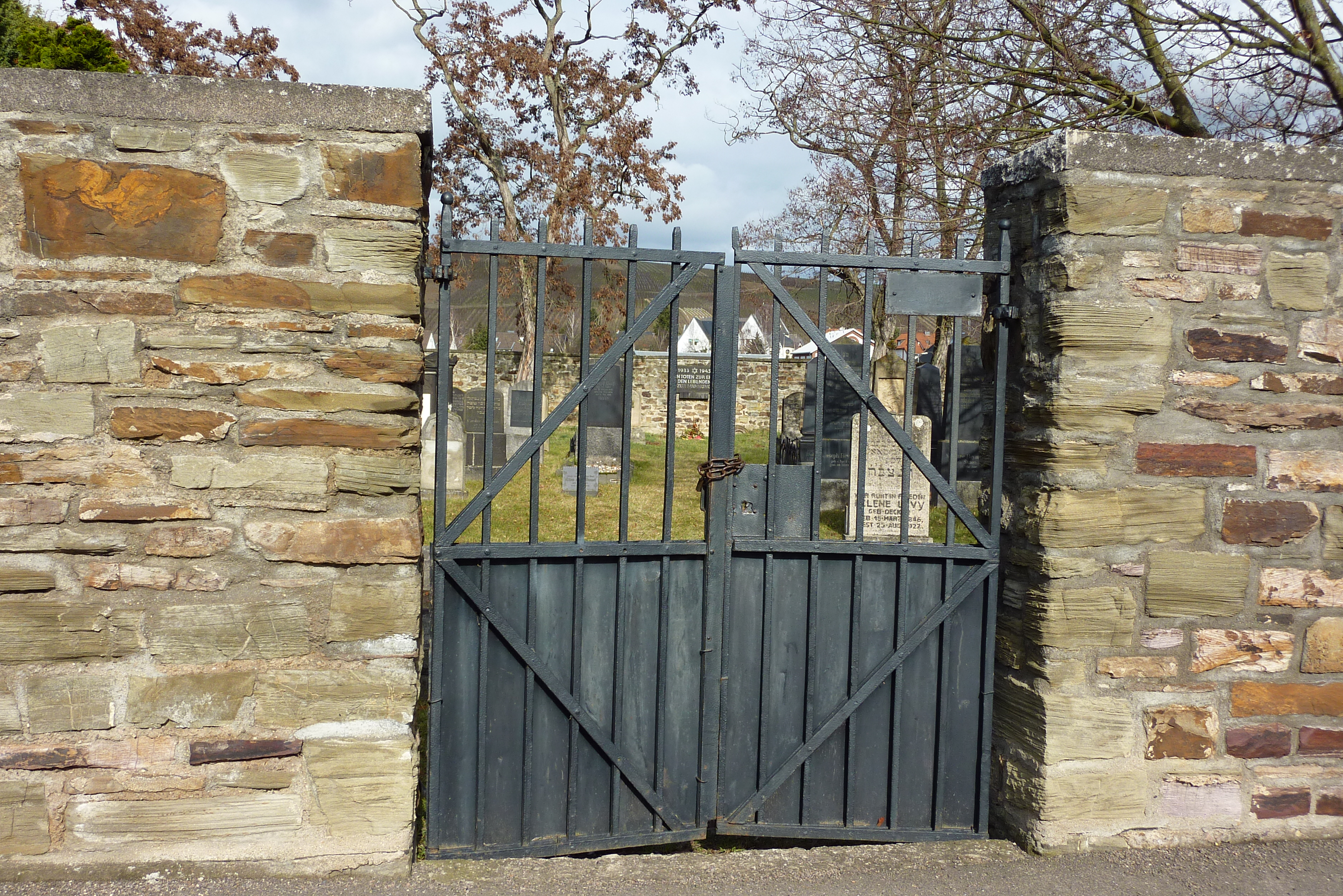
Porte
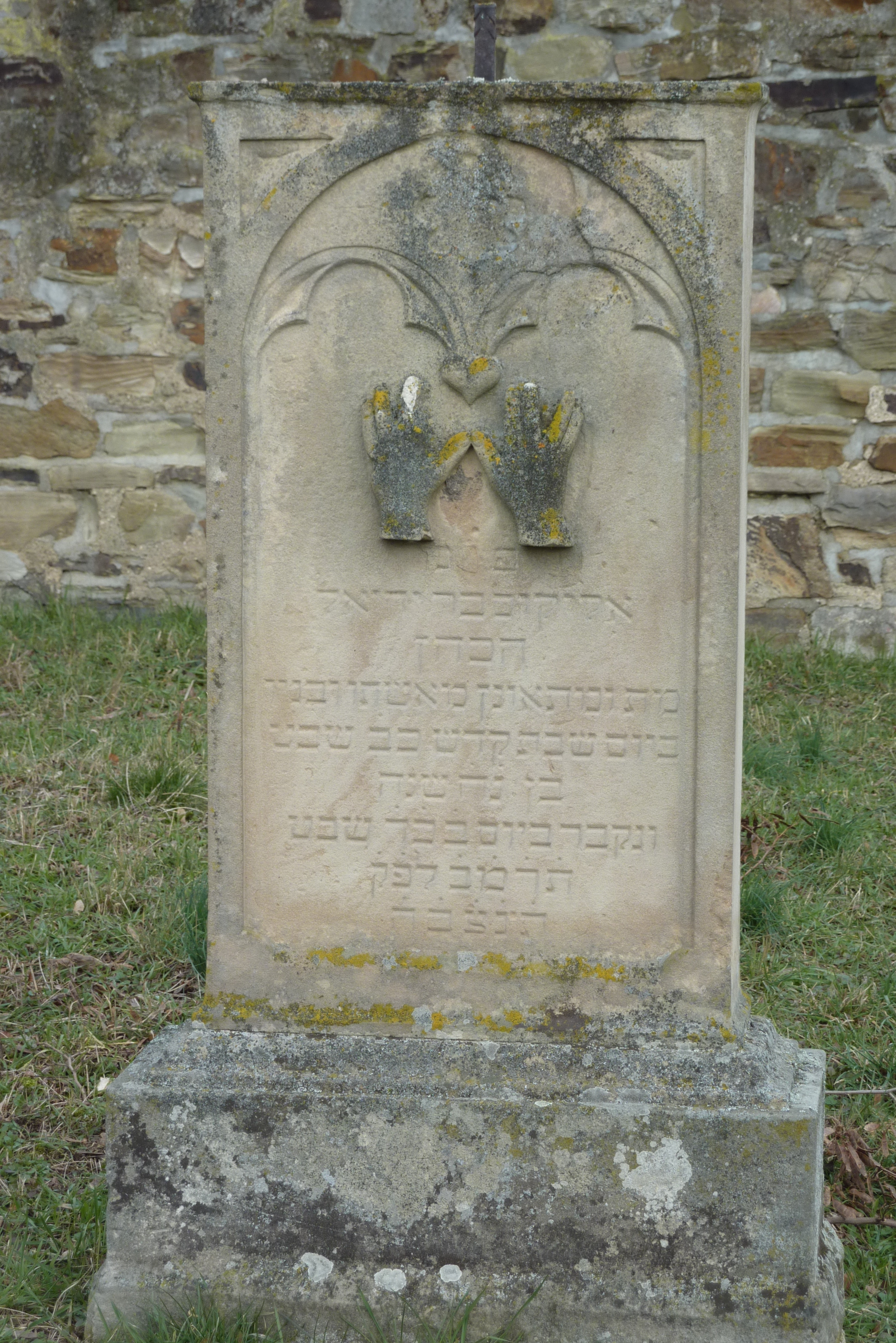
Pierre tombale
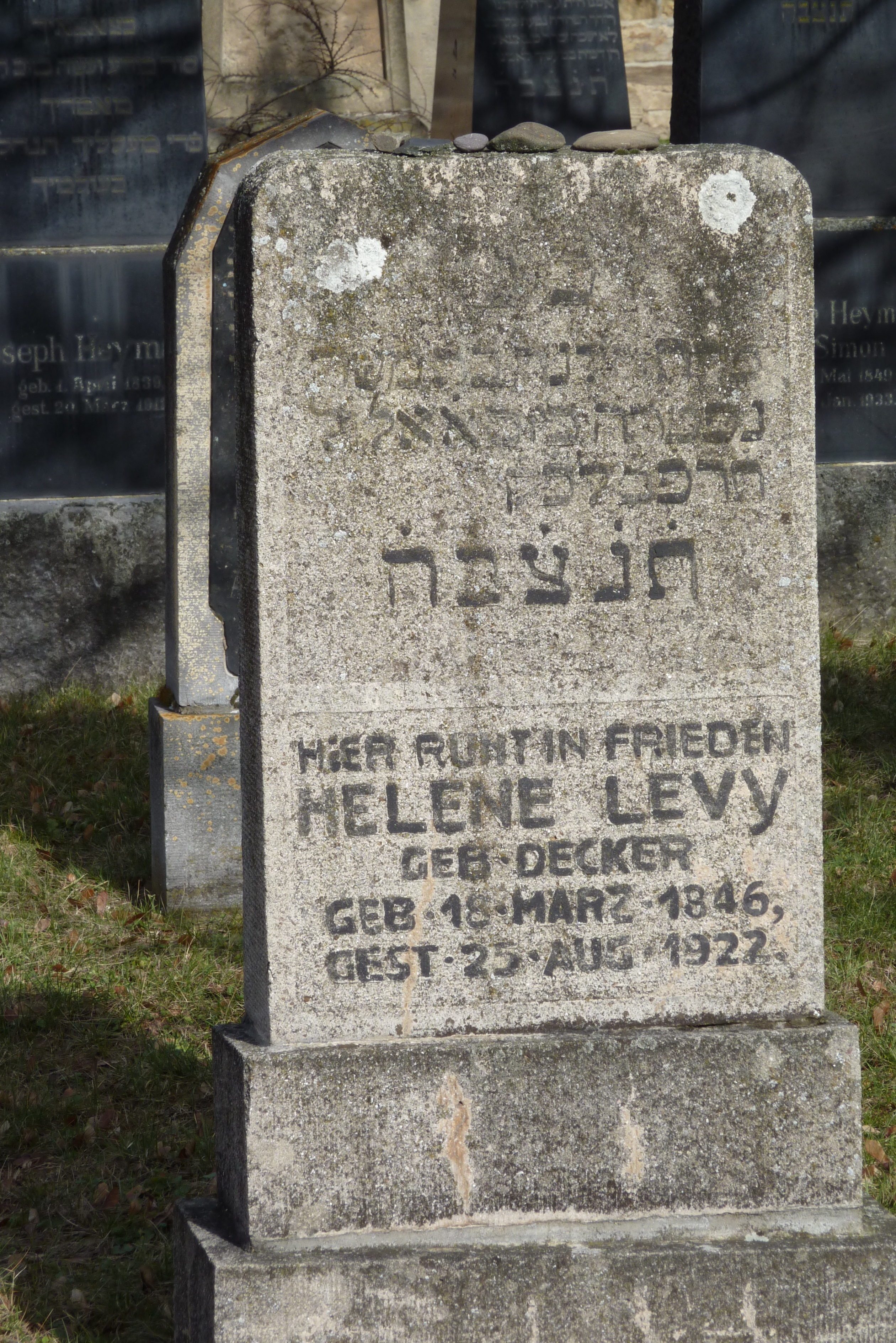
Pierre tombale